# داود بن موسى الثاني
الأمير الشَّريف داود بن موسى الثاني بن عبد الله الرضا بن موسى الجون الحسني الهاشمي القرشي

## نسبه
هو داود "المعروف ب "الأمير" بن موسى بن عبد الله بن موسى الجون بن عبد الله بن الحسن بن الحسن بن علي بن أبي طالب بن عبد المطلب بن هاشم بن عبد مناف بن قصي بن كلاب بن مرة بن كعب بن لؤي بن غالب بن فهر بن مالك بن قريش بن كنانة بن خزيمة بن مدركة بن إلياس بن مضر بن نزار بن معد بن عدنان. 
.

## حياته
- أمه: محبوبة بنت مزاحم الكلابي.[3] عالم زاهد ورع مهابا كريما، له هيبة، كان رجلا جليل القدر عالي الهمة اشتهر بالحكمة والزهد والعبادة والتقوى وقد ظهر بمكة المُكرمة أيام الخليفة العباسي المطيع لله سنة 345 هجرية، وأخرج الحجاز من حكم العباسيين، ونال هو وإخوته بملكه على الحجاز الاستقلال عليها، ذكرته عشرات المصادر التاريخية الإسلامية، أولاده محمد وموسى والحسن وقد أعقب كثيرا [4]، وَرَد المدينة حيث نزل في نواحيها بأرض السّويقة التي عَمّرَها والِدُه وتوارى بها، فَعُرِف بعبد الله السّويقي قاله البيهقي وهو أول من نُسِب إليها.[5] وفي ذلك خِلاف حول نِسْبتها إليها.[6][7]

وكان واحداً من جملة المعدودين ممن له فضيلة السّبق في منابذة الظالمين والامتناع من بيعتهم وترك متابعتهـم. فهـو من أئمة أهل البيت.
وعداه صاحبي الشافي والمصابيح من الأئمة الزّيدية ووصفه البيهقي بقوله عبد الله السُويْفي العالم الزاهد إمام من الزّيدية.